# Înlănțuiți
„Înlănțuiți” (titlu original: „Attached”) este al 8-lea episod din al șaptelea sezon (și ultimul) al serialului TV american științifico-fantastic Star Trek: Generația următoare și al 160-lea episod în total. A avut premiera la 8 noiembrie 1993.
Episodul a fost regizat de Jonathan Frakes după un scenariu de Nick Sagan.

## Prezentare
Extratereștri nevăzuți îi țin prizonieri pe Jean-Luc Picard și dr. Beverly Crusher sub acuzația de spionaj, iar implanturile experimentale făcute celor doi creează o legătură telepatică între ei. Această legătură îi face să-și recunoască sentimentele ascunse pe care le au unul pentru celălalt. 

## Actori ocazionali
- Robin Gammell - Mauric
- Lenore Kasdorf - Lorin
- James Castle Stevens - Kes aide